# Erich Seeberg
Erich Seeberg (* 8. Oktober 1888 in Dorpat; † 26. Februar 1945 in Ahrenshoop, Vorpommern) war ein deutscher Theologe und Kirchenhistoriker.

## Leben und Werk
Als Sohn des Universitätsprofessors Reinhold Seeberg besuchte Erich Seeberg die Volksschule in Erlangen, dann bis zu seinem Abitur 1907 das  Bismarck-Gymnasium Berlin. Er studierte wie sein Vater Evangelische Theologie an der Eberhard Karls Universität Tübingen und der Friedrich-Wilhelms-Universität zu Berlin. Seit 1907 war er Mitglied des Corps Franconia Tübingen.
Nachdem er 1912 zum Lic. theol. promoviert worden war, wurde er 1913 Privatdozent an der Königlichen Universität zu Greifswald. Seine nominelle Zuordnung zur Greifswalder Fakultät endete 1919. Nach seiner Zeit als Divisions- und Brigadepfarrer wurde er 1919 Professor an der  Schlesischen Friedrich-Wilhelms-Universität in Breslau. 1920 wechselte er an die Albertus-Universität Königsberg. 1924 gehörte er zu den Gründern der Königsberger Gelehrten Gesellschaft. Er kehrte im selben Jahr nach Breslau zurück. Zum Wintersemester 1926/1927 wurde er Nachfolger von Friedrich Loofs an der  Friedrichs-Universität Halle und 1927 Nachfolger von Karl Holl in Berlin. 1941 übernahm er – nicht auf eigenen Wunsch – die Lehrstuhlvertretung für Hans Freiherr von Soden an der Philipps-Universität Marburg. Er gehörte zu den Vertretern der sog. Luther-Renaissance. Schüler Seebergs waren u. a. Peter Meinhold, Fritz Fischer und Otto Wolff.

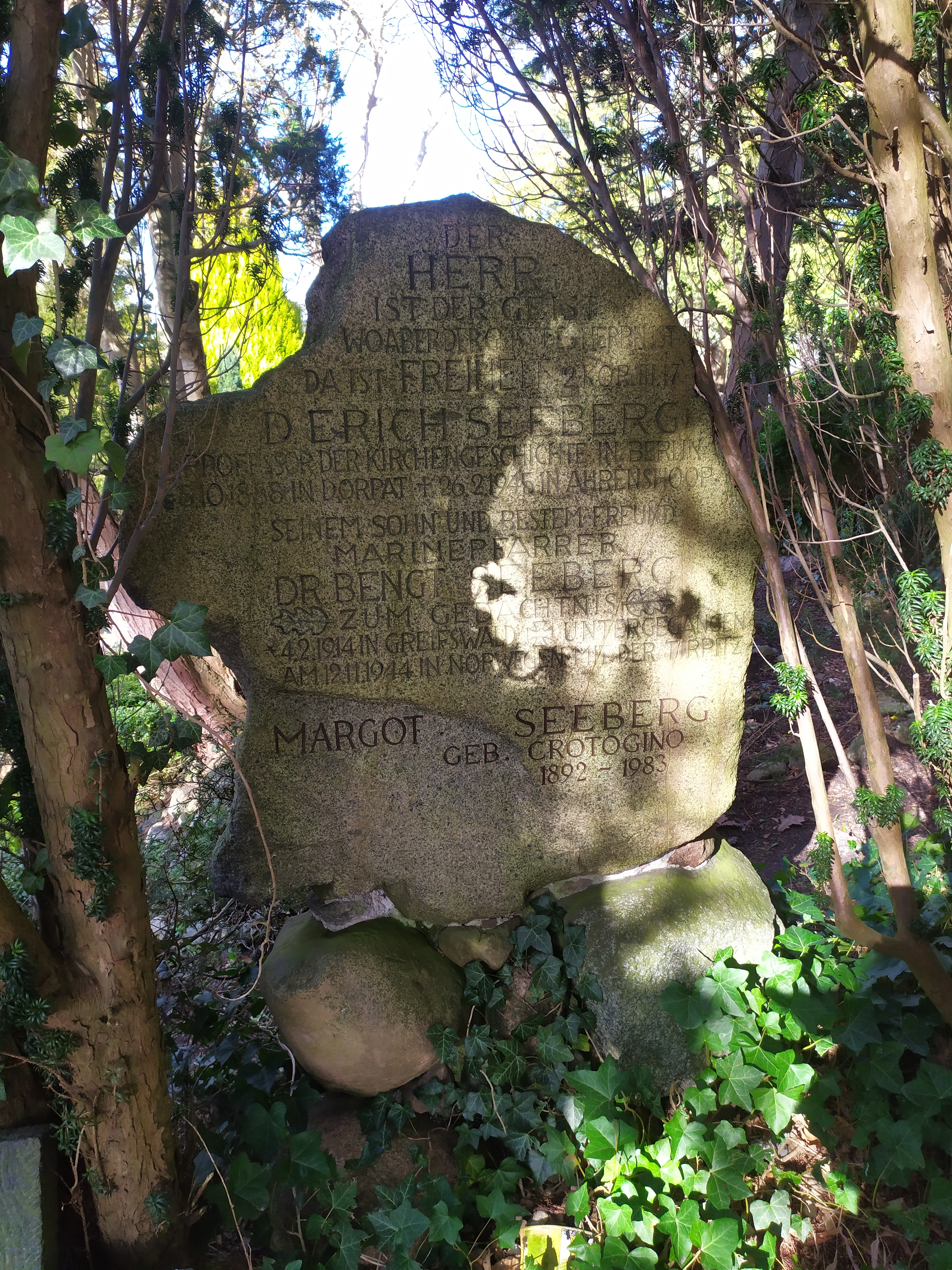
Grabstätte in Ahrenshoop

Seeberg stand als NSDAP-Mitglied (Mitgliedsnummer 2.638.042) und Vorstand der Deutschen Christen (DC) den nationalsozialistischen Kultusbehörden nahe. Gegen den Willen von Hans Lietzmann und Arthur Titius berief er 1934 als Nachfolger von Friedrich Mahling – auf Wunsch Hermann Görings – Leonhard Fendt. Im Mai 1935 wurde Seeberg wegen Verstimmungen im Kollegium von der Fakultätsspitze abgelöst. Sein weiteres Verhalten führte dazu, dass Fachkollegen wie etwa Hanns Rückert u. a. aus der Gesellschaft für Kirchengeschichte austraten. Den Vorsitz dieser Gesellschaft hatte er 1927, nach internen Querelen, von Hans Lietzmann übernommen. Seine Entfremdung von Fachkollegen seit 1930 und die von ihm verhinderte Berufung von Hans-Georg Opitz 1936 nach Göttingen schreibt man der Infiltration nationalsozialistischen Gedankenguts zu, das das akademische Klima durchsetzte.
Seeberg war Leiter der Eckhart-Kommission der Notgemeinschaft der deutschen Wissenschaft und Vorsitzender der Staatlichen Kommission zur Herausgabe der Werke Luthers.
Ab 1943 litt er an Lähmungserscheinungen.

## Schriften
Erich Seeberg hatte ein dreibändiges Werk über Luthers Theologie angekündigt, von dem aber nur zwei Bände erschienen sind: Luthers Theologie. Motive und Ideen, I. Die Gottesanschauung, Göttingen 1929 und II. Christus. Wirklichkeit und Urbild. Stuttgart 1937. Außerdem: Luthers Theologie in ihren Grundzügen ²Stuttgart 1950. Aufsätze von Erich Seeberg in dem Band: Menschwerdung und Geschichte, Stuttgart o.J (1940). Als Standardwerk galt lange Zeit sein Werk über den Theologen  Gottfried Arnold: Gottfried Arnold – die Wissenschaft und die Mystik seiner Zeit. Studien zur Historiographie und zur Mystik, 1923 (Reprint 1964).